# Žirovnice
Žirovnice település Csehországban, a Pelhřimovi járásban. Žirovnice Žďár, Lhota-Vlasenice, Jarošov nad Nežárkou, Bednáreček, Nová Včelnice, Popelín, Počátky, Častrov, Rodinov és Stojčín településekkel határos. Lakosainak száma 3285 fő (2024. január 1.).

## Népesség
A település lakosságának változását az alábbi diagram mutatja:
| Lakosok száma | 3200 | 3936 | 4349 | 3354 | 3384 | 3056 | 2915 | 2921 | 2868 | 3285 |
|               | 1869 | 1890 | 1921 | 1950 | 1980 | 2001 | 2017 | 2019 | 2022 | 2024 |